# كارولينا كورونادو
كارولينا كورونادو روميرو دي تيخادا(بالإسبانية: Carolina Coronado)‏ كاتبة إسبانية، وُلدت في بلدية ألمندراليخو في مقاطعة بطليوس في 20 ديسمبر عام 1823. أمضت معظم طفولتها في الريف في إكستـريمادورا، وظهرت كشاعرة في سن الشباب. تزوجت من دبلوماسي أمريكي، وعاشت في عدة بلدان أجنبية. وقد جعلتها مشكلاتها الأسرية تبحث عن الوحدة والانعزال في لشبونة حيث تُوفيت في 15 يناير عام 1911. تنتمي كورونادو إلى تيار الرومانسية في إسبانيا وكانت بمثابة الكاتبة الإكستريمادورية المكافئة للكتاب الرومانسيين في ذلك العصر أمثال روساليا دي كاسترو. ولقبت بجوستابو أدولفو بيكر النسائي. وكانت عمة للكاتب والصحفي الإسباني رامون جوميث دي لا ثيرنا. وكان من بين أشهر أعمالها العمل الشعري قصائد، والذي ظهر عام 1852.

## إنتاجها الأدبي
برز إنتاج كورونادو الأدبي في الشعر. تم تجميع قصائدها رويدًا رويدًا في المجلات، وبعد ذلك، في عام 1843، تم تجميعهم في مجلد واحد يحمل اسم قصائد ، مع إثراء الكتاب بمقدمة من الكاتب المسرحي والناقد الأدبي الرومانسي خوان إوخينيو أرتثينبوش. وفي الطبعات اللحقة له في أعوام 1852 و1872، تم إضافة قصائد جديدة أخرى.. وعلى الرغم من ذلك، وحتى وقت قريب، لم يكن معروفًا قدر الإنتاج الأدبي للكاتبة. أما في الأعمال النثرية، قامت بكتابة خمسة عشر رواية مثل قبعة سان رامون ولا سيخيا ودورق صغير، وعجلة سوء الحظ عام 1973 وباكيتا، وقد ارتأى النقاد أن الرواية الأخيرة هي أفضل ما أنتجت روائيًا. إضافة إلى ذلك، فقد قامت بتأليف بعض الأعمال المسرحية مثل مربع الأمل عام 1846 وألفونسو الرابع من ليون وفيجوروا الإلهي، والذي قُدر له ظهور جزءه الأول فقط. ويعد عمل مربع الأمل عمله الأكثر شعبية.

## وصلات خارجية
- كارولينا كورونادو على موقع الموسوعة البريطانية (الإنجليزية)
- كارولينا كورونادو على موقع ديسكوغز (الإنجليزية)